# Liste der Kellergassen in Niederleis
Die Liste der Kellergassen in Niederleis führt die Kellergassen in der niederösterreichischen Gemeinde Niederleis an.
| Foto |                 | Kellergasse                    | Standort                | Beschreibung |
| ---- | --------------- | ------------------------------ | ----------------------- | --- |
| BW   | Datei hochladen | Kellergasse                    | KG: Helfens Standort    | Die einseitige Einzelkellergasse liegt östlich knapp außerhalb des Dorfs in einem Graben. Auf 150 Metern Länge befinden sich zwölf Gebäude, davon vier Um- oder Neubauten. Die Hälfte der Keller ist erneuerungsbedürftig.                                |
| ja   | Datei hochladen | Kellergasse, beim Kindergarten | KG: Niederleis Standort | Die einseitige Einzelkellergasse liegt am westlichen Ortsrand in einer Mulde. Auf 250 Metern Länge befinden sich 26 Keller, mehr als die Hälfte davon ist erneuerungsbedürftig.                                                                           |
| ja   | Datei hochladen | Nodendorfer Straße             | KG: Niederleis Standort | Die einseitige Einzelkellergasse liegt in Hanglage im westlichen Hintaus. Sie besteht aus elf Gebäuden auf 150 Metern Länge, davon aber fünf Um- oder Neubauten. Die Keller sind mehrheitlich traufständig; die älteste Datierung ist von 1875.           |
| ja   | Datei hochladen | Kalkgrube                      | KG: Niederleis Standort | Die einseitige Einzelkellergasse liegt nördlich außerhalb des Orts in Hanglage. Auf 400 Metern Länge befinden sich 23 Gebäude; etwa die Hälfte der Keller ist erneuerungsbedürftig oder verfallen. Die älteste Datierung ist von 1908.                    |
| BW   | Datei hochladen | Bahnzeile ("Kellergasse")      | KG: Niederleis Standort | Die einseitige Einzelkellergasse liegt in Hanglage im nordöstlichen Hintaus. Sie besteht aus 33 Gebäuden auf 350 Metern Länge, davon drei mit Wohnnutzung. Die Keller sind mehrheitlich traufständig. Die älteste Datierung ist von 1831.                 |
|      | Datei hochladen | Hintaus I                      | KG: Niederleis          | Die einseitige Einzelkellergasse liegt in Hanglage im Hintaus. Auf 170 Metern Länge befinden sich elf Gebäude, davon sieben Keller. Die Keller sind mehrheitlich traufständig und erneuerungsbedürftig.                                                   |
|      | Datei hochladen | Hintaus II                     | KG: Niederleis          | Die einseitige Einzelkellergasse liegt in Hanglage im Hintaus. Auf 150 Metern Länge befinden sich elf Gebäude, darunter einige Um- und Neubauten teils mit Wohnnutzung. Die Mehrheit der Keller ist giebelständig. Die älteste Datierung ist von 1832.    |
| BW   | Datei hochladen | Geisbügelweg                   | KG: Nodendorf Standort  | Die einseitige Einzelkellergasse liegt nordwestlich knapp außerhalb des Dorfs und umfasst zwölf Keller auf 100 Metern Länge. Die Keller sind teils traufständig, teils in Schildmauerform. Die Hälfte der Keller ist erneuerungsbedürftig oder verfallen. |

| Foto:                    | Fotografie der Kellergasse (Gesamtheit). Klicken des Fotos erzeugt eine vergrößerte Ansicht. Daneben finden sich zwei Symbole: \| Weitere Bilder vorhanden \| Das Symbol bedeutet, dass weitere Fotos des Objekts verfügbar sind. Durch Klicken des Symbols werden sie angezeigt. \| \| Eigenes Foto hochladen \| Durch Klicken des Symbols können weitere Fotos des Objekts in das Medienarchiv Wikimedia Commons hochgeladen werden. \| |
| Name:                    | Bezeichnung der Kellergasse |
| Standort:                | Es ist die Katastralgemeinde (KG) angegeben. Durch Aufruf des Links Standort wird die Lage der Kellergasse in verschiedenen Kartenprojekten angezeigt. |
| Beschreibung             | Kurze Beschreibung der Kellergasse |
| Weitere Bilder vorhanden | Das Symbol bedeutet, dass weitere Fotos des Objekts verfügbar sind. Durch Klicken des Symbols werden sie angezeigt. |
| Eigenes Foto hochladen   | Durch Klicken des Symbols können weitere Fotos des Objekts in das Medienarchiv Wikimedia Commons hochgeladen werden. |